# Bocquencé
Bocquencé is een plaats en voormalige gemeente in het Franse departement Orne in de regio Normandië en telt 141 inwoners (1999). De plaats maakt deel uit van het arrondissement Mortagne-au-Perche.

## Geschiedenis
Bocquencé is op 1 januari 2016 gefuseerd met de gemeenten Anceins, Couvains, La Ferté-Frênel, Gauville, Glos-la-Ferrière, Heugon, Monnai, Saint-Nicolas-des-Laitiers en Villers-en-Ouche tot de gemeente La Ferté-en-Ouche. 

## Geografie
De oppervlakte van Bocquencé bedraagt 10,0 km², de bevolkingsdichtheid is 14,1 inwoners per km².
De onderstaande kaart toont de ligging van Bocquencé met de belangrijkste infrastructuur en aangrenzende gemeenten.

## Demografie
Onderstaande figuur toont het verloop van het inwonertal (bron: INSEE-tellingen).
Anceins · Bocquencé · Couvains · La Ferté-Frênel · Gauville · Glos-la-Ferrière · Heugon · Monnai · Saint-Nicolas-des-Laitiers · Villers-en-Ouche